# 武居“M”征吾
武居“M”征吾（たけい エム せいご、1964年 - ）は、日本の実業家。東京都出身。血液型AB型。
1990年、ラジオDJとして芸能界にデビュー。以後、ナレーター、司会者、キャスターとして活躍。東京俳優生活協同組合に2009年3月までに所属後、芸能界を引退し実業家に。
武居“M”征吾の“M”の由来は、1992年に放送されていたラジオ番組、『EAR STATION 耳の穴』（TOKYO FM）が終了するにあたり、自身のニックネームだったミミオを番組やリスナーを忘れないため“M”と言う形で残した事から。

## 来歴・人物
中学の頃からテニスをしていた為、プロテニスプレイヤーの道を進もうとしていたが、親から大学卒業を条件とされていた為、1981年、高校を卒業後、サンディエゴ州立大学へ留学、ビジネスを専攻。大学卒業後はプロテニスプレイヤーとしてアメリカで活躍しATPサーキットにも出場、英語が堪能。1990年に肩を痛めて治療・療養の為に日本に帰国する。療養後はアメリカに戻って競技を再開するとしていたが、兄に勧められてラジオDJオーディションに合格し芸能界入り。以後、ラジオDJの他、テレビ番組のナレーター、スポーツ番組のキャスター、バラエティー番組の司会なども務める。
ワイン好きで、芸能界を引退し武居のマネージャーを務めていた妻と共に日本やサンフランシスコなどでレストラン経営を行っている。

## 担当番組

### テレビ
- スーパージョッキー（日本テレビ）ガンバルマンコーナー・ナレーション
- デジタルスタジアム（NHK-BS1）
- NBAマガジン（NHK-BS1）
- トップランナー（NHK総合）
- K-1 GRANDPRIX
- 直行便NY（フジテレビ）
- シネマ通信（テレビ東京）
- スポーティーフライデー→スポーティーサンデー→メジャースポーツニュース（NHK-BS1）キャスター
- 全日本ツーリングカー選手権（1995年、NHK-BS1）実況
- HEY!HEY!HEY! MUSIC CHAMP（フジテレビ）
- FNS超テレビの祭典（フジテレビ）
- クイズ$ミリオネア（フジテレビ）
- SRS（フジテレビ）

### ラジオ
- EAR STATION 耳の穴（エフエム東京） - 武居征吾名義。
- catch the music
- スムースミュージック
- コーク サウンドシャッフル
- Tokyo Satisfaction
- Dance Funcky Night(NACK5)
- SMOOTH STYLE(JFN)
- Second Culture Battle!

### ゲーム
- beatmania APPEND GOTTAMIXタイトルコール・楽曲「BEMANI HIT TRACKS」でのDJ役(声の出演)。 - Seigo“M”Takei名義。

### その他
- バッキー木場と声質・口調がよく似ている為間違われやすい。
- Z会の紹介ビデオ（Sコース）にも出演していた。（1998年頃）
- 「EARステーション～耳の穴」の放送終了後もTOKYO FMのスタジオに残り、同時期に放送されていたTHE ALFEEの坂崎幸之助が担当していた「 スーパーFMマガジン・坂崎幸之助のNORU-SORU」によく顔を出していたことから坂崎との交友が生まれ、放送に出演したり、番組のジングルを担当した他、千葉マリンスタジアムで開催された野外ライブ「THE ALFEE Victory Stadium Silver Night & Gold Night」のオープニングナレーションを担当している。